# 米尔罗瑟
米尔罗瑟（德語：Müllrose，發音：[mʏlˈʁoːzə] ⓘ）是德国勃兰登堡州奥得-施普雷县的城市，面积69.24平方千米，2023年12月31日人口为4,734人。